# Naomi Ruele
Naomi Ruele, född 13 januari 1997, är en botswansk simmare.
Ruele tävlade för Botswana vid olympiska sommarspelen 2016 i Rio de Janeiro, där hon blev utslagen i försöksheatet på 50 meter frisim.